# Johannes Fitting
Johannes Fitting (* 6. Oktober 1800 in Mauchenheim; † 1. März 1840  in München) war ein deutscher Gutsbesitzer und Politiker. Er war Abgeordneter der Ständeversammlung für das Königreich Bayern.

## Leben und Wirken
Fitting wurde als Sohn des Gutsbesitzers und Landtagsabgeordneten Hermann Fitting geboren und besuchte das Gymnasium Philippinum Weilburg. Während seines anschließenden Studiums der Rechts- und Kameralwissenschaften in Bonn wurde er 1820 Mitglied der Burschenschaft Germania Bonn. Er wurde Gutsbesitzer in Mauchenheim und war ab 1839 Mitglied der Ständeversammlung für das Königreich Bayern, wo er Mitglied des Ausschusses für Gesetzgebung wurde.